# Långskogmyran
Långskogmyran är en myr i Örnsköldsviks kommun.
Långskogmyran är oregelbundet formad och varierar i bredd med mellan 50 och 500 meter, och varierar i längd med mellan 50 och 500 meter. Myren ligger delvis i naturreservatet Vändåtberget. Långskogmyran dräneras av en namnlös bäck som längre ner får namnet Storstenstjärnbäcken vilken mynnar i Västersjön som i sin tur dräneras av Lockstaån / Flärkån / Gideälven.
I närheten av myren finns rester av en timmerkoja som byggdes cirka 1920. Där bodde skogshuggare då de arbetade i skogen. Vid myrens östra sida finns husgrunden kvar till en ännu äldre skogsarbetarkoja med plats för folk i ena änden och hästarna i den andra..

## Bildgalleri

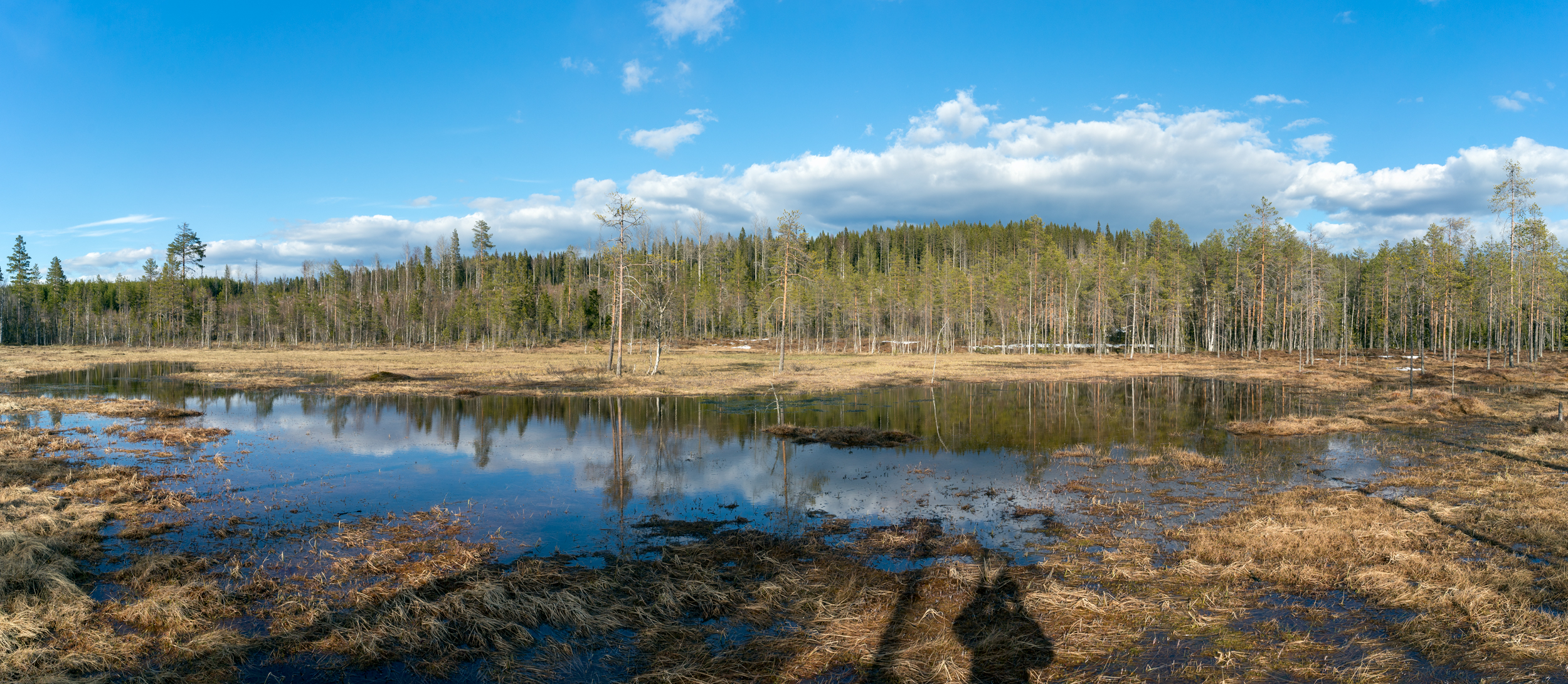
Igenvuxen tjärn i Långskogmyran.
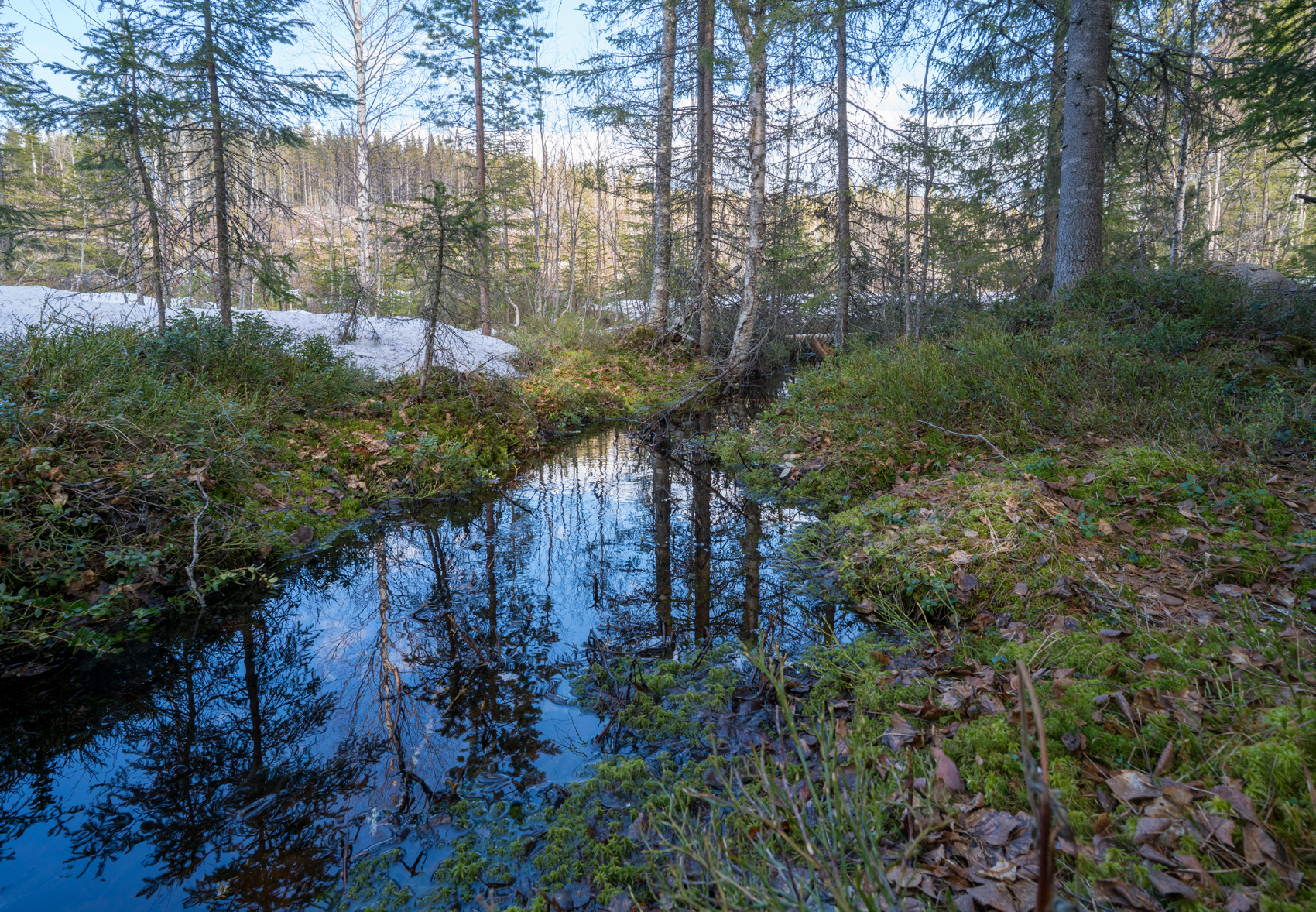
Bäcken som avvattnar Långskogmyran.